# Pu Shunqing
En una onomàstica xinesa Pu es el nom i Shunqing el prenom.
Pu Shunqing (xinès simplificat: 濮舜卿) (Hangzhou, 1902 - ? ) va ser una activista pels drets de les dones. Dramaturga, actriu i guionista de cinema. Considerada com la primera dona guionista el nom de la qual va aparèixer als crèdits d'una pel·lícula xinesa.

## Biografia
Pu Shunqing va néixer el 1902 a l'actual districte de Yuhang, ciutat de Hangzhou, província de Zhejiang a la Xina. Va estudiar economia política a la Universitat del Sud-est (ara Universitat de Nanjing) i hi va fundar la Societat Dramàtica del Sud-est amb el seu company de classe i futur marit, el dramaturg Hou Yao (侯曜), també pioner del cinema xinès.

#### Dramaturga
Abans d'escriure guions, Pu Shunqing era coneguda com a dramaturga amb una primera obra en tres actes, "El cel a la terra" (人间的乐园), publicada el juny de 1928 per la Commercial Press de Shanghai en una col·lecció de tres peces però que en realitat data de principis dels anys vint. En aquesta obra Pu fa una relectura feminista del Gènesi introduint un personatge femení addicional. Tota l'obra de Pu està influenciada pel Moviment del Quatre de Maig, especialment pel temes que fan referència a l'emancipació de la dona.
També va escriure 黎明 (Aurore), on una parella sense nom de pacífics vilatans són atrets a la ciutat per un dimoni anomenat Factory; són atacades per altres dimonis (Diners, Ètica, Opinió Pública), la dona és encadenada per Factory, i lluita per alliberar-se amb l'ajuda de sis esperits femenins igualment simbòlics, Independència, Autonomia, i altres. Les seves obres apareixen al volum "Teatre" de l'antologia de la nova literatura xinesa (中国新文学大系-戏剧) publicada el 1935 per Zhao Jiabi (赵家璧).

#### Col·laboració amb Hou Yao
Va començar la seva relació amb Hou Yao quan tots dos eren estudiants a la Universitat. La primera pel·lícula que van fer junts va ser una adaptació d'una obra anomenada: "La seva nova vida" (她的新生命) de l'any 1924, amb el títol de The World Against Her (棄婦) . El títol de la peça evoca la nova dona (新女性) en el procés de desenvolupament i de les reformes fallides del final de la dinastia Qing, un model fortament inspirat en models estrangers –des de Madame Roland fins a La dama de les camèlies, passant per Nora de la Casa de nines de Ibsen–. que responia als ideals dels anys 1920-1930 a la Xina, especialment entre els intel·lectuals sorgits del Moviment del Quatre de Maig. En el film protagonitzat per una estrella de l'època, Wang Hanlun (王汉伦), Pu va interpretar el paper de la criada. També s'ha considerat com un precedent de la parella entre l'activista de la classe treballadora A-ying i la lluitadora escriptora i professora Wei Ming a la pel·lícula de Cai Chusheng "New Women" (新女性) del 1934.
Pu i Hou es van casar a finals de 1926 i tots dos es van incorporar a la Minxin Film Company, primer a Hong Kong i després a Shanghai, on ella va començar ajudant Hou a muntar God of Peace (和平之神).

#### Guionista
El 1925 va escriure el seu primer guió per la pel·lícula Cupid's Puppets (1925), (愛神的玩偶) adaptació d'una de les seves peces teatrals i produïda per la Great Wall Film Company, codirigida pel seu futur marit, Hou Yao, i Mei Xuechou. La pel·lícula es considera la primera pel·lícula xinesa narrada des d'una perspectiva femenina. La pel·lícula presenta una òptica única a través de la complexitat del personatge de Guoying. Com a heroïna, no només rebutja un matrimoni concertat sinó que també dubta sobre la proposta d'amor de l'heroi, desitjant, sobretot, la seva pròpia autonomia i independència.
Pu Shunqing va continuar la seva feina com a guionista durant els anys 1926-1929. El 1927, va tornar a treballar amb Hou, va ser la seva coguionista, però també com ajudant de direcció en "Romance of the Western Chamber (西厢记) , una pel·lícula muda que s'ha conservat, el guió de la qual es va inspirar en "La història de Yingying"(莺莺传).
El 1928, primer, Pu Shunqing va escriure el guió d'una pel·lícula basada en la història d'un emissari de Guomingdang anomenat Cai Gongshi (蔡公時), torturat i executat a Jinan per soldats japonesos una anys abans de l'inici oficial de la segona guerra sino-japonesa, a principis de maig de 1928.
En aquest clima de tensió, el mateix any, va escriure el guió de "Mulan s'uneix a l'exèrcit" (木兰从军), una pel·lícula patriòtica el rodatge de la qual va durar dos anys, rodant-se en cinc províncies diferents, amb l'ajuda d'un senyor de la guerra del Nord que proporcionà soldats i cavalls com a extres. De fet, el fracàs d'aquest projecte va fer que l'empresa Minxin es declarés en concurs de creditors. Quan va ser absorbida per United China Film Company el 1930, la carrera cinematogràfica de Pu també va acabar.

#### Activista
A principis de la dècada de 1930, es va convertir en advocada a Tianjin; al seu número del diumenge 4 d'octubre de 1931, el suplement il·lustrat del City Commerce Journal (天津商报画刊) la presenta com "la primera advocada del nord de la Xina" (律师华北第一人). Es converteix en assessora legal del diari Shen Bao (申报), amb una secció especial per respondre les preguntes dels lectors i lectores.
Després de la derrota del Japó el 1946, va desenvolupar una carrera política com a representant i portaveu d'organitzacions de dones, i va aconseguir el desembre de 1947 a ser elegida com a delegada a l'Assemblea Nacional (国民大会) del govern nacionalista de la República de la Xina, a Nanjing, aleshores capital. Després es va convertir en una activista compromesa amb la defensa dels drets de les dones, posant en pràctica les idees expressades simbòlicament en els seus primers treballs.

## Filmografia destacada

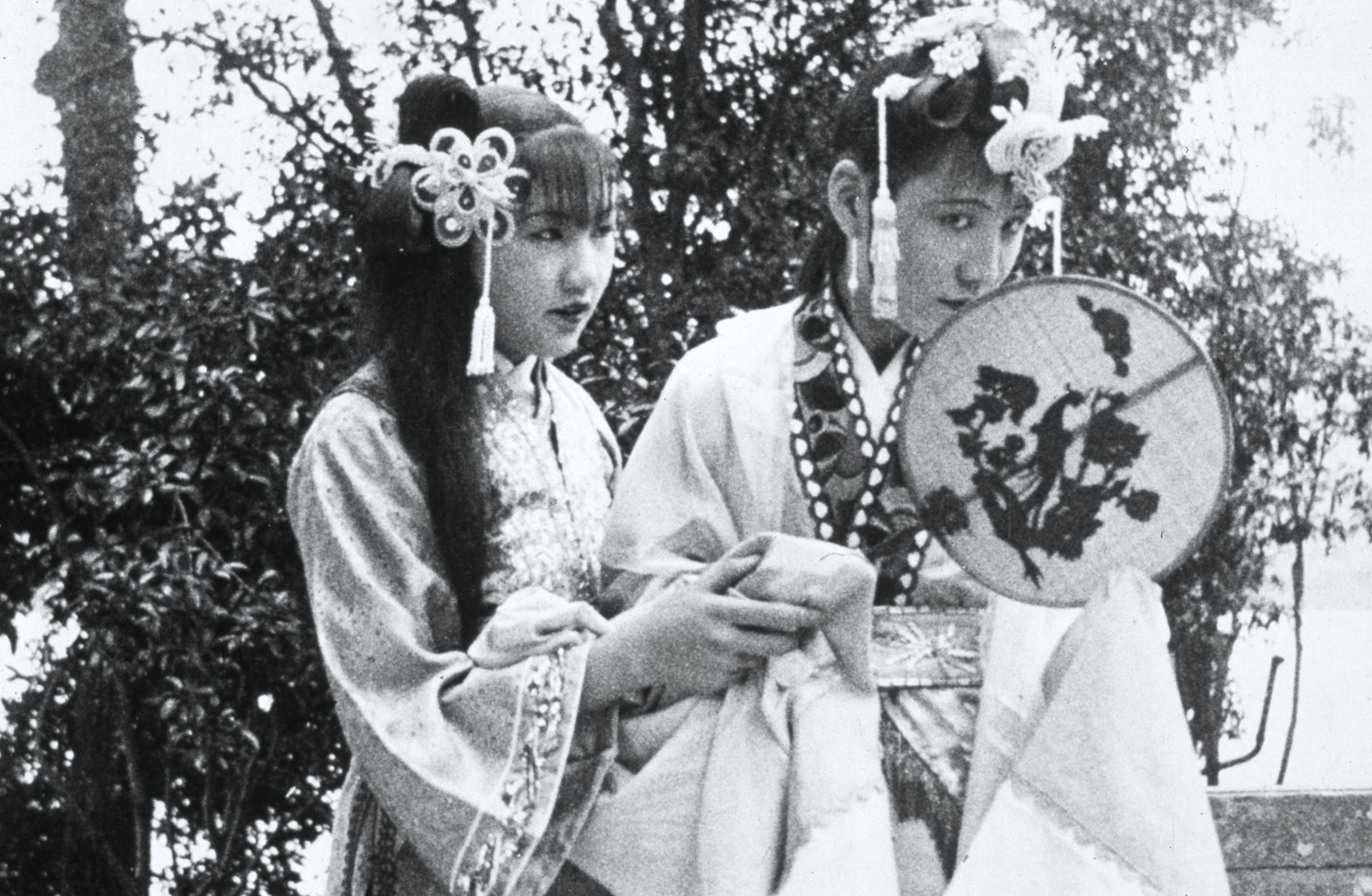
Escena de la pel·lícula Romance of the Western Chamber

| Any  | Títol xinès | Títol anglès                   | Notes                            |
| ---- | ----------- | ------------------------------ | -------------------------------- |
| 1924 | 她的新生命  |                                |                                  |
| 1924 | 弃妇        |                                |                                  |
| 1924 | 棄婦,       | The Worls Against Her          | A partir d'una obra de Hou       |
| 1925 | 爱神的玩偶  | Cupid's Puppets                |                                  |
| 1927 | 西廂記      | Romance of the Western Chamber | Dirigida per Li Minwei i Hou Yao |
| 1927 |             | Divorcee Comedies              |                                  |
| 1928 | 木兰从军    | Mulan Joins the Army           |                                  |
| 1928 | 蔡公時      | Cai Gongshi                    |                                  |